# Северное (Кыргызстан)
Северное (кирг. Северное) — село в Сокулукском районе Чуйской области Кыргызстана. Входит в состав Нижнечуйского айылного аймака.

## География
Село расположено в северной части области, на расстоянии приблизительно 31 километра (по прямой) к северо-северо-востоку от села Сокулук, административного центра района. Абсолютная высота — 577 метров над уровнем моря.

## Население
Согласно оценочным данным Национального статистического комитета Кыргызской Республики, численность населения села на начало 2023 года составляла 1168 человек.
| год     | 2009 | 2014 | 2015 | 2020 | 2021 | 2023 |
| ------- | ---- | ---- | ---- | ---- | ---- | ---- |
| человек | 804  | 913  | 971  | 1135 | 1148 | 1168 |